# Basti (Uttar Pradesh)
Basti es una ciudad y municipio situada en el distrito de Basti en el estado de Uttar Pradesh (India). Su población es de 114657 habitantes (2011). Se encuentra a 202 km al este de Lucknow, la capital del estado.

## Demografía
Según el censo de 2011 la población de Basti era de 114657 habitantes, de los cuales 60095 eran hombres y 54562 eran mujeres. Basti tiene una tasa media de alfabetización del 83,30%, superior a la media estatal del 67,68%: la alfabetización masculina es del 88,58%, y la alfabetización femenina del 77,48%.